# Бъс
Бъс или Бъз (на македонска литературна норма: Б'с) е село в Северна Македония, в община Крива паланка, разположено в областта Дурачка река в северното подножие на планината Осогово по горното течение на Дурачката река на 6 километра югоизточно от общинския център Крива паланка.

## История
В края на XIX век Бъс е малко българско село в Кривопаланска каза на Османската империя. Според статистиката на Васил Кънчов („Македония. Етнография и статистика“) от 1900 година Бъс е населявано от 123 жители българи християни.
Цялото християнско население на селото е под върховенството на Българската екзархия. По данни на секретаря на екзархията Димитър Мишев („La Macédoine et sa Population Chrétienne“) в 1905 година в Бъз има 72 българи екзархисти.
При избухването на Балканската война в 1912 година един човек от Бъс е доброволец в Македоно-одринското опълчение. По време на Първата световна война Бъз е включено в Дурачкоречка община и има 103 жители.
Според преброяването от 2002 година селото има 63 жители, всички северномакедонци.

## Личности
Родени в Бъс
- Глигор Николов, македоно-одрински опълченец, 3 рота на 7 кумановска дружина[6]
- Христо Ст. Янков, кметски наместник в периода на българското управление 1941 – 1944 година.[7]

Починали в Бъс
- Борис Григоров Яначков, български военен деец, поручик, загинал през Втората световна война[8]